# Eddie Hargitay
Eddie Hargitay (Hollywood (Los Ángeles), California, 8 de octubre de 1978) es un actor estadounidense. Su padrino y tío abuelo era el actor y ex-Mister Universo Mickey Hargitay. Sus primos (primos hermanos de su padre) son los hijos de Mickey Hargitay y Jayne Mansfield, Miklós, Zoltán y Mariska Hargitay, conocida por Law & Order: Special Victims Unit.

## Carrera
Continuando su linaje en el mundo de la interpretación, asistió Lee Strasberg Theatre and Film Institute y fue premiado con múltiples becas durante su asistencia. Actuó en varias producciones teatrales, películas y series de televisión, incluyendo la web-serie para la campaña de American Eagle Outfitters, It's a Mall World, dirigida por la estrella de Héroes Milo Ventimiglia. Los "web-episodios" deben comenzar a salir al aire en la web oficial de American Eagle, durante los episodios de la nueva temporada de The Real World, de MTV: en Sídney y en tiendas American Eagle a nivel nacional el 2 de agosto. También hizo su debut como director con una comedia de humor negro titulada "Black Eyed Paper Cowboys" en julio de 2009. Es una leyenda urbana sobre empezar de nuevo en Los Ángeles. Eddie Hargitay ha sido visto también en la web-serie de Milo Ventimiglia "Ultradome" para Msn.com. Interpreta a Wolverine en el tercer episodio de la web-serie, Hulk vs. Wolverine. 
"Ultradome" una web-serie que debatirá los comparativos méritos de los personajes de ciencia ficción. El proyecto es una colaboración entre Agility Studios y Divide Pictures de Milo Ventimiglia. En el primer episodio, Ventimiglia discutirá sobre la superioridad de El Señor de los Anillos sobre Star Wars.